# 친구 추가와 팔로우

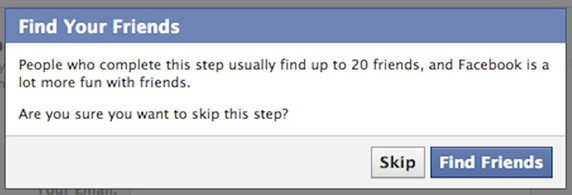
2012년경 페이스북의 "친구 찾기" 알림 상자

친구 추가(Friending)는 소셜 네트워크 서비스에서 누군가를 "친구" 목록에 추가하는 행위이다. 이 개념은 반드시 우정의 개념을 포함하지는 않는다. 또한 기업, 밴드, 예술가 등의 WWW 사이트에서 사용되는 "팬" 개념과는 다르다. 이는 단순한 일방적인 관계 이상이기 때문이다. "팬"은 단순히 정보를 받기만 한다. "친구"는 친구를 추가한 사람에게 다시 소통할 수 있다. 누군가를 "친구 추가"하는 행위는 일반적으로 그 사람에게 (서비스에서) 자신에 대한 특별한 권한을 부여한다. 예를 들어 페이스북에서는 "친구"가 자신의 "타임라인"을 보거나 게시할 수 있는 권한을 가진다.
팔로우(Following)는 X (소셜 네트워크) 및 인스타그램과 같은 다른 소셜 네트워크 서비스의 유사한 개념으로, 팔로워가 사람이나 페이지의 콘텐츠를 자신의 뉴스 피드에 추가하도록 선택하는 것이다. 친구 추가와 달리 팔로우는 반드시 상호적이지 않으며, 사용자는 언제든지 다른 사용자의 팔로우 상태에 영향을 주지 않고 언팔로우(팔로우 중단)하거나 차단할 수 있다.
친구 추가와 친구 삭제(친구 목록에서 누군가를 제거하는 행위로, 언프렌딩이라고도 함)에 대한 최초의 학술적 정의 및 조사는 2005년 데이비드 포노(David Fono)와 케이트 레이네스-골디(Kate Raynes-Goldie)의 "하이퍼프렌드십과 그 너머: 라이브저널의 친구와 사회 규범(Hyperfriendship and beyond: Friends and Social Norms on LiveJournal)"에서 이루어졌으며, 이는 1999년에 처음 시작된 초기 소셜 네트워크 사이트이자 블로그 플랫폼인 라이브저널 사용자들에 의해 이 용어가 명사와 동사로 사용되었음을 확인했다.

## 친구/팔로워 수, 친구 수집, 그리고 복수 계정
실제로 친구인지 여부와 상관없이 친구 목록에 사람들을 추가하는 행위는 때때로 친구 창녀(friend whoring)라고도 불린다. 도플러(Dopplr)의 맷 존스(Matt Jones)는 소셜 네트워크를 실제로 활용하는 것보다 점점 더 많은 사람들을 친구로 추가하는 데 집중하는 문제점을 설명하기 위해 "친구 추가는 해로움을 고려한다"라는 표현을 만들기도 했다.
친구 수집(friend collecting)은 수백 또는 수천 명의 친구/팔로워를 추가하는 것으로, 일부 소셜 사이트에서는 드물지 않은 규모이다. 그 결과, 많은 십대 사용자들은 게시물을 신중하게 관리하고, 잘 구상된 캡션과 함께 신중하게 포즈를 취하고 편집된 사진만 게시해야 한다는 압박감을 느낀다. 일부 인스타그램 사용자들은 핀스타(Finsta, "가짜 인스타그램"의 줄임말)로 알려진 두 번째 계정을 만들기도 한다. 핀스타는 일반적으로 비공개이며, 소유자는 친한 친구만 팔로우하도록 허용한다. 팔로워 수가 적기 때문에 게시물은 더 솔직하고 재미있는 성격을 띠게 된다. 사용자들은 또한 자신의 관심사에 따라 여러 계정을 만들 수 있다. 개인 소셜 미디어 계정을 가진 사진작가는 이를 위한 별도의 계정을 유지할 수도 있다.
많은 수의 사람들을 팔로우하는 것에는 위험이 따른다. 학자들은 사용자들이 질투심을 느끼고 "놓치는 것에 대한 두려움"을 가질 수 있기 때문에, 대규모 소셜 미디어 네트워크를 관리하는 것이 사회적 불안의 원인이 될 수 있다고 말한다.

## 친구 삭제 및 팔로우 취소
친구 삭제(Unfriending)는 친구 목록에서 누군가를 제거하는 행위이다. 페이스북에서는 이 행위가 일방적이라는 것을 의미하며, 즉 양쪽 모두에서 친구 관계가 종료된다. 친구 삭제는 종종 한 사용자가 추파를 던져 다른 사용자를 불편하게 만들었을 때 사용된다.
언팔로우는 약간 다르다. 인스타그램이나 X(트위터)에서 사용자가 누군가를 언팔로우하면, 일방적인 관계가 계속된다. 종종 언팔로우된 사용자는 자신이 언팔로우되었다는 사실을 모르고 계속 팔로우한다.

## 소셜 네트워크 친구 추가와 우정
소셜 네트워킹 서비스에서 친구를 추가할 수 있는 "친구"의 뚜렷한 그룹이 있다. 소셜 네트워크 친구라는 개념이 반드시 우정의 개념을 담고 있는 것은 아니다. 용어가 아직 다양한 유형의 소셜 네트워킹 친구를 구별하기 위해 진화하지는 않았지만, 다음 세 가지 범주로 나눌 수 있다.
실제로 아는 친구이들은 실제 생활에서 친구나 가족일 수 있으며, 온라인 또는 오프라인에서 정기적인 교류를 하는 사람들이다.
조직 친구이들은 연락처 목록으로 "친구 추가" 관계를 유지하는 회사 및 기타 조직이다.
완전한 낯선 사람이들은 전혀 관계가 없는 소셜 네트워킹 "친구"이다.
이러한 범주 내에서 "친구"는 강한 유대 관계, 약한 기존 유대 관계, 약한 잠재 유대 관계, 그리고 유사사회적 유대 관계로 구성될 수 있다. 강한 유대 관계는 가까운 가족 구성원 및 친구들로 구성될 수 있으며, 이들 사이에서는 자기 공개, 친밀감 및 빈번한 콘텐츠 공유가 일어난다. 약한 기존 유대 관계는 지인, 직장 동료 및 멀리 떨어진 친척들로 구성될 수 있으며, 사용자들은 이들과 일관되지 않은 연락을 한다. 약한 잠재 유대 관계는 유사한 지리적 위치 또는 직업을 가진 사람들로 구성될 수 있으며, 이들은 미래에 다른 연결로 이어질 잠재적인 다리가 될 수 있다. 유사사회적 유대 관계는 유명인, 공인 및 미디어 인물들로 구성될 수 있다.
인간 본성은 친구로 등록한 사람을 친구로 되돌려 등록하는 방식으로 친구 추가에 상호 작용하는 것이다. 이것은 소셜 네트워킹 서비스의 사회적 규범이다. 그러나 이것은 실제 친구와 연락처를 혼동하게 만든다. 누군가를 "친구"로 등록한 사람을 "연락처"로 태그하는 것은 무례하게 비칠 수 있다.
이 문제에 대한 다른 우려는 셰리 터클의 홀로 있는 사람과 함께하는 기계에서 다루어졌는데, 이 책은 소셜 미디어 우정의 많은 행동 역학을 분석한다. 터클은 자신을 "신중한 낙관주의자"라고 정의하지만, 원거리 통신이 진정한 대면 구어 담론을 훼손하여 사람들의 서로에 대한 기대를 낮출 수 있다는 우려를 표한다.
프렌드피드(FriendFeed)라는 한 소셜 네트워킹 서비스는 누군가를 "가짜" 친구로 추가할 수 있도록 한다. "가짜" 친구로 추가된 사람은 친구 추가에 대한 일반적인 알림을 받지만, 그 사람의 업데이트는 받지 못한다. '소셜 웹 애플리케이션 구축(Building Social Web Applications)'의 저자 개빈 벨(Gavin Bell)은 이 메커니즘을 "우스꽝스럽다"고 묘사한다.
2007년 디지털 미래 연구센터(Center for the Digital Future)의 조사 결과에 따르면, 인터넷 사용자 중 단 23%만이 온라인에서만 만난 가상 친구를 한 명 이상 가지고 있었다.
이상적으로는 가상 친구의 수가 인터넷 사용에 비례해야 하지만, 동일한 조사에 따르면 하루 3시간 이상 인터넷을 사용하는 헤비 사용자 중 20%는 평균 8.7%의 온라인 친구를 가지고 있다고 주장했으며, 최소 한 건의 관계가 가상으로 시작하여 대면 접촉으로 이어졌다고 보고했다.
이러한 결과 및 기타 우려되는 문제들은 2012년 리 레이니(Lee Rainie)와 배리 웰먼(Barry Wellman)이 공동 집필한 책 네트워크화: 새로운 소셜 운영 체제(Networked: The New Social Operating System)에 포함되어 있다.

## 윤리적 고려 사항
소셜 네트워크 서비스에서 누군가를 "친구 추가"하는 행위는 미국 법관에게 특히 윤리적인 함의를 가진다. 각 주 사법부의 행동 강령은 일반적으로 판사가 부적절해 보이는 행위조차 피해야 한다는 조항을 포함한다. 이것이 판사가 자신 앞에서 변론하는 변호사 및 법 집행관을 "친구 추가"하는 것을 규제하고 심지어 금지하는지 여부는 각 주 사법 윤리 위원회의 분석 대상이었다. 그들은 판사들에게 제공한 지침에 대해 모두 동의하지 않았다.
- 2009년 뉴욕주 사법 윤리 위원회는 단순히 판사들에게 주의를 기울일 것을 권고했으며, 소셜 네트워크 서비스에서 누군가를 "친구 추가"하는 행위는 판사들이 이미 직면하고 있는 다른 공공 행동 문제와 큰 차이가 없는 공개적으로 관찰 가능한 행위라고 언급했다.[16]
- 2009년 플로리다주 사법 윤리 자문 위원회는 판사들이 일반적인 인간이기 때문에 직업적 책임 없이 친구 관계를 형성하는 것이 불가피하다고 언급했다. 위원회는 판사들이 자신 앞에서 변론하는 변호사를 친구로 추가하는 것을 금지했지만, 그렇지 않은 변호사를 친구로 추가하는 것은 허용했다. 그 이유는 친구로 추가된 변호사들이 판사에게 특별한 영향력을 행사하는 것처럼 일반 대중에게 보일 수 있기 때문이었다(실제 내용이 그렇지 않더라도).[16]

위원회의 소수 의견은 소셜 네트워킹 서비스에서의 "친구 추가"와 실제 우정 사이에 실질적인 차이가 있으며, 소셜 네트워킹 서비스의 규범을 아는 일반 대중은 이러한 구별을 할 수 있고 특별한 영향력이나 사법 행위 규범 위반을 합리적으로 결론 내리지 않을 것이라고 주장했다. 이 소수 의견은 2009년에 두 번, 사법 윤리 자문 위원회와 플로리다 대법원 사법 윤리 자문 위원회 모두에서 다수 의견에 밀렸다.
- 2009년 사우스캐롤라이나주 사법 행위 위원회는 판사가 변호사 및 법 집행관을 친구로 추가하는 것을 허용하되, 소셜 네트워킹 서비스를 통해 사법 업무를 수행하거나 논의해서는 안 된다는 단서를 달았다. 위원회는 "... 판사는 자신이 사는 공동체로부터 고립되어서는 안 된다"고 명시했다.[16]
- 2010년 켄터키주 사법 윤리 위원회는 플로리다주의 소수 의견과 같은 입장을 취했다. 위원회는 판사들에게 주의를 기울일 것을 촉구했지만, 친구 추가 행위가 "그 자체로 판사와 '친구'인 사람과의 관계 정도나 강도를 나타내지는 않는다"고 인정했다.[16]
- 2010년 캘리포니아주 판사 협회 사법 윤리 위원회와 오하이오 대법원 고충 및 징계 위원회는 모두 앞서 언급된 윤리 위원회들의 선택 사항을 검토한 후, 다수 의견으로 보이는 견해에 동의했다. 즉, 판사가 자신 앞에서 변론하는 변호사를 친구로 추가하는 것이 허용되지만, 신중을 기하고 소셜 네트워킹 서비스 내에서도 외부에서와 마찬가지로 행동 규칙을 준수해야 한다는 것이다.[16]

## 내용주
1. ↑  동사 "friend"의 타동사적 용법인 "befriend"는 옥스퍼드 영영사전에서 고어(古語)로 등재되어 있다.[3]

### 내용주
1. ↑  Abram & Pearlman 2012, 91쪽.
2. 1 2 3  Drucker, Gumpert & Cohen 2010, 73쪽.
3. ↑  Oxford 2010.
4. 1 2 3  Palfrey & Gasser 2010, 25쪽.
5. ↑  “What is 'following' and what does it mean on social media?”. 《Bigcommerce》 (영어). 2021년 7월 29일.
6. ↑  “unfollow - definition of unfollow in English”. 《Oxford Dictionary》. 2017년 3월 20일에 원본 문서에서 보존된 문서. 2017년 3월 19일에 확인함.
7. 1 2 3 4 5 6  Lee, Yu-Hao; Yuan, Chien Wen (April 2020). 《The Privacy Calculus of "Friending" Across Multiple Social Media Platforms》. 《Social Media + Society》 (영어) 6. 205630512092847쪽. doi:10.1177/2056305120928478. ISSN 2056-3051.
8. ↑  Fono & Raynes-Goldie 2005.
9. 1 2 3 4 5  Rigby 2008, 65쪽.
10. 1 2 3 4 5  Bell 2009, 176쪽.
11. ↑  “What's a Finsta? And does your teen have one? | Be Web Smart”. 《Be Web Smart》. 2016년 5월 16일.
12. ↑  Jiang, Shaohai; Ngien, Annabel (2020년 5월 6일). 《The Effects of Instagram Use, Social Comparison, and Self-Esteem on Social Anxiety: A Survey Study in Singapore》. 《Social Media + Society》 (영어) 6. doi:10.1177/2056305120912488.
13. ↑  Bevan, Jennifer L.; Pei-Chern, Ang; Fearns, James B. (2014). “Being unfriended on Facebook: An application of Expectancy Violation Theory” (PDF).
14. ↑  Turkle 2011.
15. ↑  Rainie, Harrison; Rainie, Lee; Wellman, Barry (2012년 4월 27일). 《Networked: The New Social Operating System (The MIT Press) Hardcover》. MIT Press. ISBN 978-0262017190.
16. 1 2 3 4 5 6 7  Alexander 2011.

### 참고 자료
- “friend”. 《옥스퍼드 영영사전 온라인》. 2010. 2013년 1월 30일에 원본 문서에서 보존된 문서. 2012년 2월 15일에 확인함.
- Abram, Carolyn; Pearlman, Leah (2012). 《Facebook for Dummies》. 천재반 4판. John Wiley and Sons. ISBN 978-1-118-09562-1.
- Alexander, Ido J. (May 2011). 《Should Judges "Friend" You? Judicial Ethics in the Age of Social Media》. 《ABI Committee News》 8 (Ethics & Professional Compensation Committee, American Bankruptcy Institute). 2011년 5월 23일에 원본 문서에서 보존된 문서.
- Bell, Gavin (2009). 《Building Social Web Applications: Establishing Community at the Heart of Your Site》. O'Reilly Media, Inc. ISBN 978-0-596-51875-2.
- Drucker, Susan J.; Gumpert, Gary; Cohen, Howard M. (2010). 〈Social Media〉.   Drucker, Susan J. 《Regulating Convergence》. Communication Law. Peter Lang. ISBN 978-1-4331-1088-7.
- Fono, David; Raynes-Goldie, Kate (October 5–9, 2005). 〈Hyperfriendship and Beyond: Friends and Social Norms on LiveJournal〉 (PDF). 《Association of Internet Researchers Conference: Internet Research 6.0 — Internet Generations》. Chicago, Illinois.
- Palfrey, John; Gasser, Urs (2010). 《Born Digital: Understanding the First Generation of Digital Natives》. Basic Books. ISBN 978-0-465-01856-7.
- Rigby, Ben (2008). 〈Social Networking〉. 《Mobilizing generation 2.0: a practical guide to using Web 2.0 technologies to recruit, organize, and engage youth》. John Wiley & Sons. ISBN 978-0-470-22744-2.
- Turkle, Sherry (2011). 《Alone Together: Why We Expect More from Technology and Less from Each Other》. Basic Books. ISBN 978-0-465-01021-9. OCLC 535492220.

## 더 읽어보기
- Liben-Nowell, David; Novak, Jasmine; Kumar, Ravi; Raghavan, Prabhakar; Tomkins, Andrew (2005). 〈Geographic routing in social networks〉. 《Proceedings of National Academy of Sciences》 (PDF). 11623–11628쪽.
- Boyd, Danah (2006). 《Friends, Friendsters, and MySpace Top 8: Writing community into being on social network sites.》. 《퍼스트 먼데이》 11. doi:10.5210/fm.v11i12.1418.
- Quercia, Daniele; Capra, Licia (2009). 〈FriendSensing: recommending friends using mobile phones〉. 《ACM RecSys》 (PDF). 2009년 11월 4일에 원본 문서 (PDF)에서 보존된 문서. 2012년 7월 31일에 확인함.